# Рахмедов, Меред
Меред Рахмедов (1 января 1920 года, село Гурайыш, Бухарский эмират — неизвестно, село Гурайыш, Карабекаульский район, Туркменская ССР) — тракторист колхоза «Тезе дурмуш» Карабекаульского района, Туркменская ССР. Герой Социалистического Труда (1966).

## Биография
Родился в 1920 году в крестьянской семье в селе Гурайыш Бухарского эмирата (в советское время — Карабекаульский район, ныне — Халачский этрап).
Окончил местную сельскую школу и позднее — курсы механизаторов. С 1938 года — тракторист колхоза имени Андреева, с 1943 года — механизатор колхоза в местном колхозе родного села Гурайыш (с 1963 года — колхоз «Тезе дурмуш» Карабекаульского района Чарджоуской области). В 1956 году вступил в КПСС.
Трудился в механизированной бригаде № 1, которая в 1965 году получила в среднем с каждого гектара по 29 центнеров хлопка-сырца на площади 120 гектаров, досрочно выполнив коллективное социалистическое обязательство и производственные задания Семилетки (1959—1965). Благодаря трудовым достижениям бригады, в которой трудился Меред Рахмедов, колхоз «Тезе дурмуш» по итогам 1965 года занял передовое место по производству хлопка среди сельскохозяйственных предприятий Карабекаульского района. Указом Президиума Верховного Совета СССР от 30 апреля 1966 года удостоен звания Героя Социалистического Труда за «успехи, достигнутые в увеличении производства и заготовок хлопка-сырца» с вручением ордена Ленина и золотой медали «Серп и Молот» (№ 11008).
Проживал в родном селе Гурайыш (сегодня в составе посёлка Карабекаул). С 1980 года — персональный пенсионер союзного значения. Дата смерти не установлена.